# I Wish (Skee-Lo)
I Wish is een nummer van de Amerikaanse rapper Skee-Lo uit 1995. Het is de eerste single van zijn gelijknamige debuutalbum.
Het nummer bevat samples uit "Buffalo Gals" van Malcolm McLaren en ''Spinnin''' van Bernard Wright. In "I Wish" noemt Skee-Lo een aantal persoonlijke tekortkomingen waaraan hij zijn onsuccesvolle liefdesleven verschuldigt. Het nummer werd eind 1995 Dancesmash, en de eerste Alarmschijf van 1996. Het haalde de 13e positie in de Amerikaanse Billboard Hot 100. In de Nederlandse Top 40 haalde het de 10e positie, en in de Vlaamse Ultratop 50 de 22e.